# Plaški (stari grad)
Plaški je bio stari utvrđeni grad podalje od današnjeg naselja Plaškog. Nalazio se u podnožju Plaške glave. Datira od kraja 12. ili početka 13. stoljeća kao frankopanska utvrda. U ispravi kneza Bernardina Frankopana iz 1500. godine Plaški se spominje kao protuturska utvrda podložna njegovoj vlasti. Status Plaškog kao obrambene utvrde ponavlja se i u dokumentu iz 1551. godine. Ova utvrda dio je niza ostataka utvrda smještenih uz obronke gorskog lanca Kapele.
Utvrda je danas ruševna. Bila je potpuno uništena još 1558. godine. Ipak, borbe za nju su potrajale još neko vrijeme. Potpuno je napuštena 1592. godine.  U ono vrijeme raširena je bila strategija hrvatskih vladara da ruše pogranične napuštene tvrđave, da ne bi poslužile neprijatelju. Ostalo je nešto od glavne kule i okolnih zidova.